# هاري ترافيس
هاري ترافيس (بالإنجليزية: Harry Travis)‏ (26 ديسمبر 1911 بمانشستر في المملكة المتحدة - ) هو لاعب كرة قدم بريطاني في مركز الهجوم. لعب مع أولدهام أثلتيك وبرادفورد سيتي وديربي كاونتي وليدز يونايتد ومانشستر سيتي ونادي أكرينغتون ستانلي ونادي ترانمير روفرز لكرة القدم.